# Pennatulacis
Els pennatulacis(Pennatulacea) són un ordre d'antozous octocoral·lis que formen colònies toves. Tenen una distribució cosmopolita en aigües tropicals i temperades.
Hi ha 14 famílies dins aquest ordre repartides en dos subordres, Subselliflorae. que reben el nom de llapissos de mar, per la seva forma de ploma, i Sessiliflorae, que no tenen forma plomosa.
A diferència d'altres octocorallia els seus pòlips tenen funcions especialitzades.

## Taxonomia
Els pennatulacis inclouen els següents subordres i famílies:
- Família Chunellidae
- Família Echinoptilidae
- Família Renillidae
- Família Scleroptilidae
- Família Stachyptilidae

- Subordre Sessiliflorae
  - Família Anthoptilidae
  - Família Funiculinidae
  - Família Kophobelemnidae
  - Família Protoptilidae
  - Família Umbellulidae
  - Família Veretillidae

- Subordre Subselliflorae
  - Família Halipteridae
  - Família Pennatulidae
  - Família Virgulariidae

## Galeria

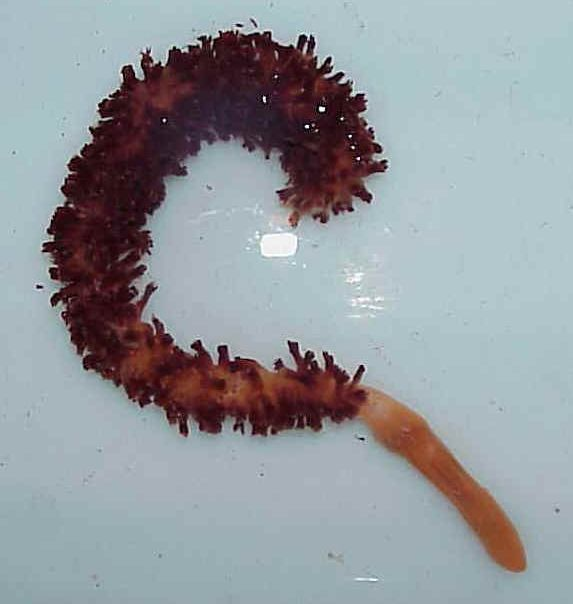
Llapis de mar
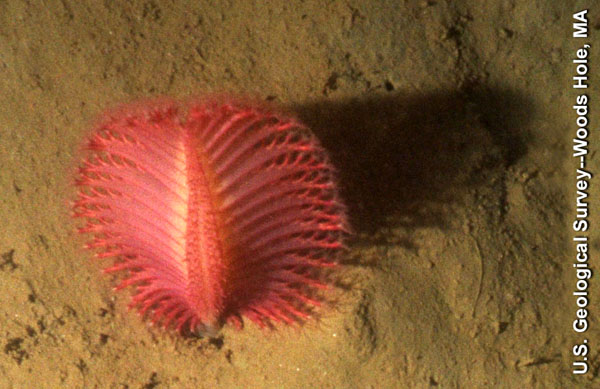
Pennatula aculeata
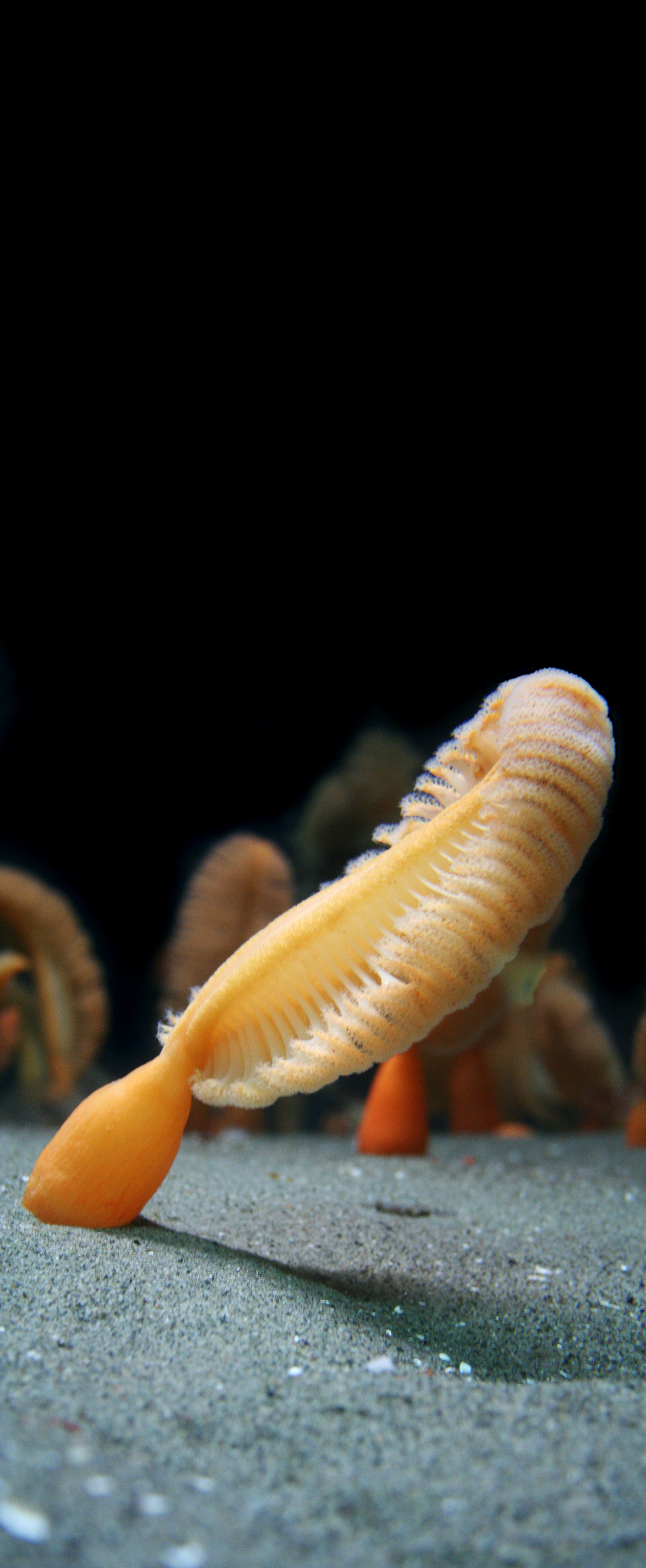
a l'aquari de Vancouver
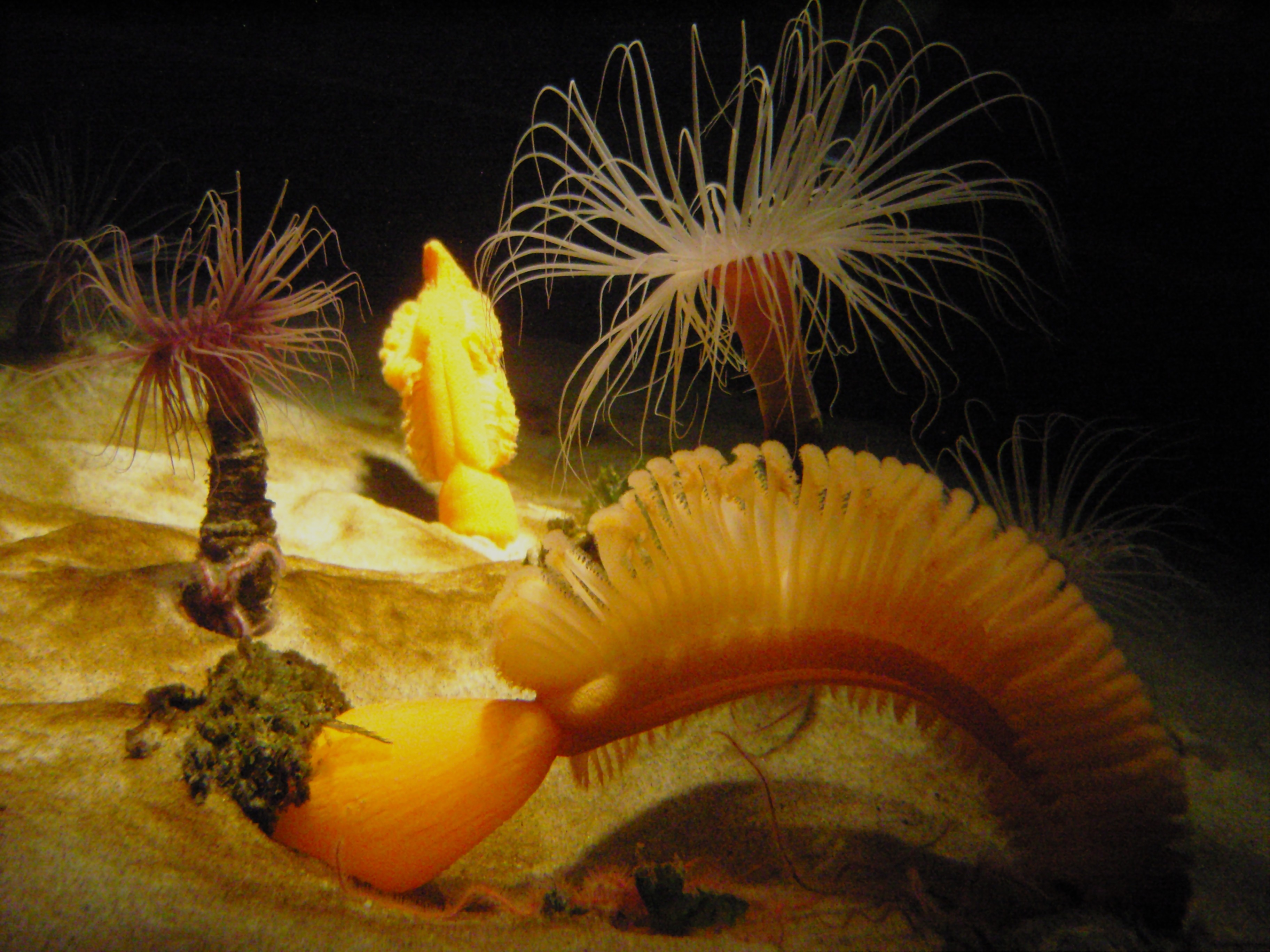
Llapis de mar taronja (Ptilosarcus gurneyi) a l'aquari de Monterey